# Sheol
Lo Sheol, in ebraico שאול (Sh'ol), è il termine usato nell'Antico Testamento o Tanakh per indicare il regno dei morti situato nel “cuore della terra”, spesso abbinato ad un altro vocabolo ebraico, Abaddon. 
Il vocabolo non ha corrispondenza in altre lingue semitiche: l'etimologia è incerta.
Nel Tanakh viene utilizzato senza articolo determinativo il che fa pensare che si tratti di un nome proprio.
Nella versione greca del Vecchio Testamento, la Settanta, il vocabolo viene tradotto con Ade (Ἅιδης) ad esempio Genesi 37,35, Salmi 16,10 etc.
Nel Nuovo Testamento il vocabolo viene ripreso con analogo significato. Si veda al proposito Atti degli Apostoli 2,27, Apocalisse 1,18 etc.
| V.T. ebraico | V.T. greco | N.T. greco | latino   | italiano | volte nel N.T. |
| ------------ | ---------- | ---------- | -------- | -------- | -------------- |
| Sheol        | Ades       | Ades       | infernus | inferno  | 10 volte       |
| Ge Hinom     | Ennom      | Geenna     | infernus | inferno  | 11 volte       |